# Stelis subtilis
Stelis subtilis är en orkidéart som beskrevs av Carlyle August Luer och Stig Dalström. Stelis subtilis ingår i släktet Stelis och familjen orkidéer. Inga underarter finns listade i Catalogue of Life.